# Rydzówka (Pasłęk)
Rydzówka (deutsch Kalthof) ist ein Ort in der polnischen Woiwodschaft Ermland-Masuren. Er gehört zur Gmina Pasłęk (Stadt-und-Land-Gemeinde Preußisch Holland) im Powiat Elbląski (Kreis Elbing).

## Geographische Lage
Rydzówka liegt im nördlichen Westen der Woiwodschaft Ermland-Masuren, sechs Kilometer südlich der früheren Kreisstadt Preußisch Holland (polnisch Pasłęk) bzw. 23 Kilometer südöstlich der heutigen Kreismetropole Elbląg (deutsch Elbing).

## Geschichte
Das in einem kleinen Tal liegende Gut Freyfeldchen entstand im Mittelalter zur Zeit des Deutschen Ordens. Vor 1785 nannte man es noch Kaltenhof, um 1785 und bis 1945 dann Kalthof. Im Jahre 1448 wurde der Ort im Zinsbuch der Komturei Elbing (polnisch Elbląg) erwähnt, 1785 als ein adliges Dorf mit acht Feuerstellen bzw. 1820 als adliges Dorf mit neun Feuerstellen bei 70 Einwohnern.
Als 1874 der Amtsbezirk Kanthen (polnisch Kąty) im ostpreußischen Kreis Preußisch Holland errichtet wurde, gehörte Kalthof von Anfang an dazu.
Im Jahre 1910 zählte Kalthof 116 Einwohner. Am 30. September 1928 wurde der Gutsbezirk Kalthof in eine Landgemeinde umgewandelt, als nämlich die Nachbargutsdörfer Juden (1836 bis 1945 Buchental, polnisch Czarna Góra) und Kanthen (polnisch Kąty) eingemeindet wurden. Am 2. März 1930 wurde der Amtsbezirk Kanthen in „Amtsbezirk Kalthof“ umbenannt. Er bestand bis 1945, allerdings gehörte zu ihm nur noch das eine Dorf Kalthof.
Die Zahl der Einwohner der Gemeinde Kalthof belief sich im Jahre 1933 auf 302 und im Jahre 1939 auf 296.
Seit 1945 trägt Kalthof die polnische Namensform „Rydzówka“. In Kriegsfolge war das Dorf 1945 mit dem gesamten südlichen Ostpreußen an Polen gefallen. Rydzówka ist heute eine Osada (= „Siedlung“) im Verbund der Gmina Pasłęk (Stadt-und-Land-Gemeinde Preußisch Holland) im Powiat Elbląski (Kreis Elbing), von 1975 bis 1998 der Woiwodschaft Elbląg, seither der Woiwodschaft Ermland-Masuren zugehörig. Im Jahre 2021 zählte Rydzówka 173 Einwohner.
Das neoklassische zweistöckige und mit einem Satteldach gedeckte Gutshaus Kalthof stammt aus der zweiten Hälfte des 19. Jahrhunderts. Es ist wie auch der frühere Wirtschaftshof in ordentlicher Verfassung. Das Haus wird von mehreren Parteien bewohnt. Der sechs Hektar große Park mit dem Teich verfügt noch über sehr viel alten Baumbestand.

## Religion
Bis 1945 war Kalthof in die evangelische Kirche Grünhagen (polnisch Zielonka Pasłęcka) in der Kirchenprovinz Ostpreußen der Kirche der Altpreußischen Union eingegliedert, außerdem in die römisch-katholische Pfarrei St. Josef in der Stadt Preußisch Holland (Pasłęk).
Rydzówka gehört jetzt katholischerseits zur Pfarrei in Zielonka Pasłęcka im Bistum Elbląg, evangelischerseits zur St.-Georgs-Kirche Pasłęk in der Diözese Masuren der Evangelisch-Augsburgischen Kirche in Polen.

## Verkehr
Rydzówka liegt an einer Nebenstraße, die von Pasłęk unweit der Anschlussstelle Pasłęk Południe der Schnellstraße 7 über Nowa Wieś (Neuendorf) bis nach Kąty (Kanthen) an der Woiwodschaftsstraße 526 verläuft.
Die nächste Bahnstation ist Nowa Wieś Cierpkie (Neuendorf-Friedheim) an der PKP-Bahnlinie 220: Olsztyn–Bogaczewo (Allenstein–Güldenboden).